# Equilíbrio ambiental
O equilíbrio ambiental, também conhecido como equilíbrio ecológico, é uma teoria que propõe que os sistemas ecológicos geralmente estão em equilíbrio estável ou homeostase, o que significa que uma pequena mudança (o tamanho de uma população específica, por exemplo) será corrigida por algum feedback negativo que trará o parâmetro de volta ao seu "ponto de equilíbrio" original com o resto do sistema. O equilíbrio é por vezes descrito como facilmente perturbado e delicado, enquanto outras vezes é inversamente descrito como suficientemente poderoso para corrigir quaisquer desequilíbrios por si só. O conceito foi descrito como "normativo", bem como teleológico, pois faz uma afirmação sobre como a natureza deveria ser: a natureza é equilibrada porque "é suposto ser equilibrada". A teoria tem sido empregada para descrever como as populações dependem umas das outras, por exemplo em sistemas predador-presa, ou relações entre herbívoros e sua fonte de alimento. Também é por vezes aplicado à relação entre o ecossistema da Terra, a composição da atmosfera e o clima.
A teoria foi desacreditada por cientistas que trabalham em ecologia, pois foi descoberto que perturbações constantes que levam a mudanças caóticas e dinâmicas são a norma na natureza. Durante a segunda metade do século XX, foi substituída pela teoria da catástrofe, pela teoria do caos e pela termodinâmica. No entanto, a ideia mantém a sua popularidade entre os conservacionistas, os ambientalistas e o público em geral.

## História da teoria

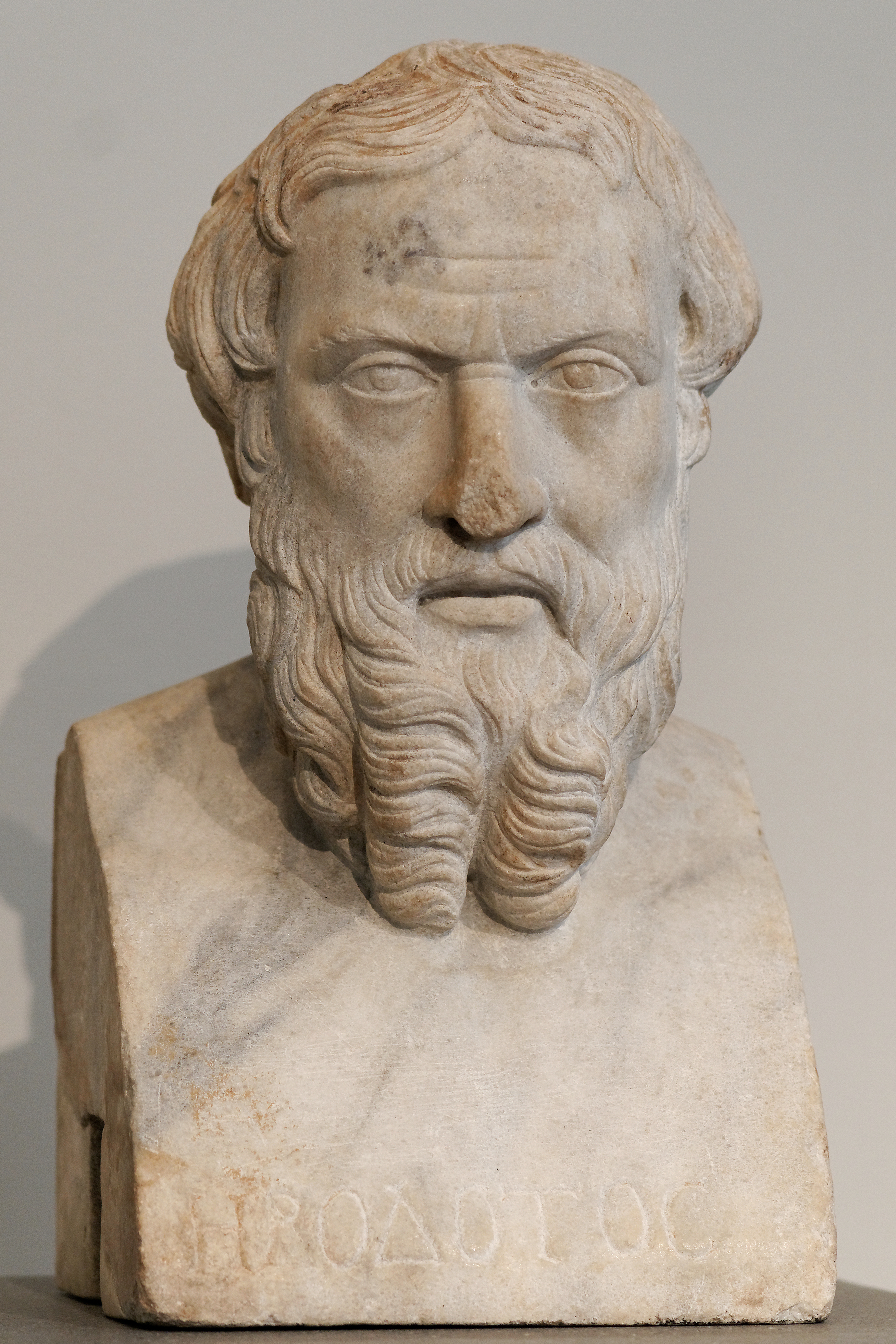
Heródoto afirmou que os predadores nunca consomem excessivamente as populações de presas e descreveu esse equilíbrio como "maravilhoso"

O conceito de que a natureza mantém sua condição é de origem antiga. Heródoto afirmou que os predadores nunca consomem excessivamente as populações de presas e descreveu esse equilíbrio como "maravilhoso". Dois diálogos de Platão, os mitos de Timeu e Protágoras, apoiam o conceito de equilíbrio da natureza. Cícero apresentou a teoria de “um equilíbrio da natureza gerado por diferentes taxas reprodutivas e características entre espécies, bem como interações entre espécies”.
O conceito de equilíbrio da natureza já governou a pesquisa ecológica e governou a gestão dos recursos naturais. Isto levou a uma doutrina popular entre alguns conservacionistas de que a natureza deveria ser deixada à sua própria sorte e que a intervenção humana nela era, por definição, inaceitável.
A teoria foi um tema central no livro Silent Spring de Rachel Carson, de 1962, amplamente considerado o livro ambiental mais importante do século XX. A controversa hipótese de Gaia foi desenvolvida na década de 1970 por James Lovelock e Lynn Margulis. Ela afirma que os seres vivos interagem com a Terra para formar um sistema complexo que se auto-regula para manter o equilíbrio da natureza.
A validade de um equilíbrio da natureza já era questionada no início do século XX, mas o abandono geral da teoria por cientistas que trabalhavam em ecologia só aconteceu no último quarto daquele século, quando estudos mostraram que ela não condizia com o que podia ser observado entre populações de plantas e animais.

## Interações predador-presa
Populações predador-presa tendem a apresentar comportamento caótico dentro de certos limites, onde o tamanho das populações muda de uma forma que pode parecer aleatória, mas que, na verdade, obedece a leis determinísticas baseadas apenas na relação entre uma população e sua fonte de alimento, ilustrada pela equação de Lotka-Volterra. Um exemplo experimental disso foi demonstrado em um estudo de oito anos sobre pequenas criaturas do Mar Báltico, como o plâncton, que foram isoladas do resto do oceano. Foi demonstrado que cada membro da teia alimentar se multiplicava e declinava, mesmo que os cientistas mantivessem as condições externas constantes. Um artigo na revista Nature afirmou: "Técnicas matemáticas avançadas provaram a presença indiscutível do caos nesta teia alimentar... a previsão de curto prazo é possível, mas a previsão de longo prazo não é."

## Intervenção humana
Embora algumas organizações conservacionistas argumentem que a atividade humana é incompatível com um ecossistema equilibrado, existem inúmeros exemplos na história que mostram que vários habitats modernos se originam da atividade humana: algumas das florestas tropicais da América Latina devem sua existência ao plantio e transplante de seres humanos, enquanto a abundância de animais de pasto na planície do Serengeti, na África, é considerada por alguns ecologistas como sendo em parte devido aos incêndios provocados pelo homem que criaram habitats de savana.
Um dos exemplos mais conhecidos e muitas vezes incompreendidos de equilíbrio do ecossistema sendo melhorado pela atividade humana é a prática aborígene australiana de agricultura com fogo. Isso usa fogo de baixa intensidade quando há umidade suficiente para limitar sua ação, para reduzir a quantidade de material combustível ao nível do solo, para diminuir a intensidade e a devastação dos incêndios florestais causados por raios no final da estação seca. Várias espécies de plantas são adaptadas ao fogo, algumas até mesmo necessitando de seu calor extremo para germinar suas sementes.

## Popularidade contínua da teoria

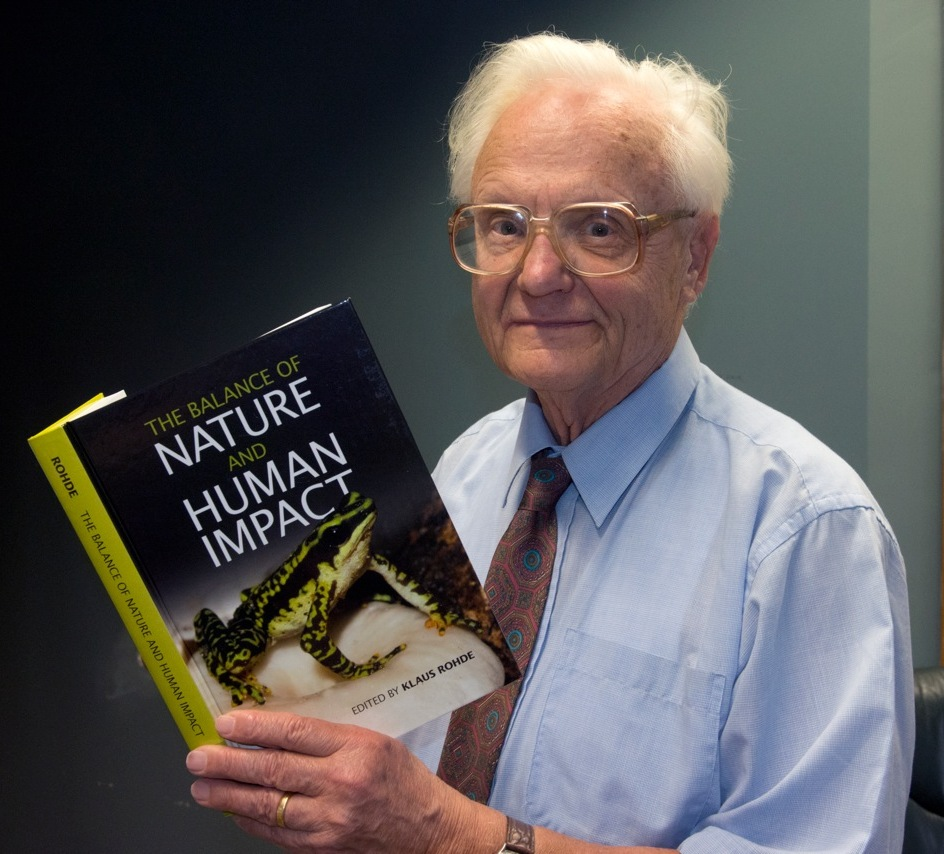
O biólogo alemão Klaus Rohde com seu livro The Balance of Nature and Human Impact.

Apesar de desacreditada entre os ecologistas, a teoria é amplamente considerada verdadeira pelo público em geral, conservacionistas e ambientalistas, com um autor chamando-a de "mito duradouro". Organizações ambientais e de conservação, como a WWF, o Sierra Club e a Canadian Wildlife Federation, continuam a promover a teoria, assim como organizações de direitos dos animais, como a PETA.
Kim Cuddington considera o equilíbrio da natureza uma "metáfora fundamental na ecologia", que ainda é usada ativamente pelos ecologistas. Ela argumenta que muitos ecologistas veem a natureza como uma "força benéfica" e que também veem o universo como sendo inatamente previsível; Cuddington afirma que o equilíbrio da natureza atua como uma "abreviação para o paradigma que expressa essa visão de mundo". Douglas Allchin e Alexander J. Werth afirmam que, embora "os ecologistas evitem formalmente o conceito de equilíbrio da natureza, este continua a ser um preconceito amplamente adoptado e uma característica da linguagem que parece não desaparecer completamente".
Pelo menos no Centro-Oeste dos Estados Unidos, a ideia do equilíbrio da natureza demonstrou ser amplamente defendida tanto pelos estudantes de ciências como pela população estudantil em geral. Em um estudo na Universidade de Patras, estudantes de ciências da educação foram convidados a raciocinar sobre o futuro dos ecossistemas que sofreram perturbações causadas pelo homem. Os participantes concordaram que era muito provável que os ecossistemas recuperassem totalmente o seu estado inicial, referindo-se a um “processo de recuperação” que restaura o “equilíbrio” inicial, ou a “mecanismos de recuperação” específicos como características inerentes de um ecossistema. Em um estudo de 2017, Ampatzidis e Ergazaki discutem os objetivos de aprendizagem e os critérios de design que um ambiente educacional para alunos não especializados em biologia deve atender para apoiá-los a desafiar o conceito de equilíbrio da natureza. Em um estudo de 2018, os mesmos autores relatam a produção teórica de um estudo de pesquisa de design, que diz respeito ao design de um ambiente de aprendizagem para ajudar os alunos a desafiar suas crenças sobre o equilíbrio da natureza e alcançar uma compreensão atualizada sobre a contingência dos ecossistemas.

## Na cultura popular
Na série de fantasia Terramar de Ursula K. Le Guin, usar magia significa "respeitar e preservar o equilíbrio metafísico imanente da natureza".
O equilíbrio da natureza (chamado de "o círculo da vida") é um tema importante do filme de 1994, O Rei Leão. Em uma cena, o personagem Mufasa descreve ao seu filho Simba como tudo existe em um estado de delicado equilíbrio.
O personagem Agente Smith, no filme Matrix de 1999, descreve a humanidade como um vírus, alegando que os humanos não conseguem atingir o equilíbrio com o ambiente ao seu redor; ao contrário de outros mamíferos.
A perturbação do equilíbrio da natureza é um tema comum nos filmes de Hayao Miyazaki: Nausicaä do Vale do Vento, lançado em 1984, se passa em um mundo pós-apocalíptico onde os humanos perturbaram o equilíbrio da natureza por meio da guerra; o filme Princesa Mononoke de 1997 retrata atividades irresponsáveis de humanos como tendo danificado o equilíbrio da natureza; no filme Ponyo de 2008, a personagem-título perturba o equilíbrio da natureza quando busca se tornar humana.
O personagem titular do filme Godzilla de 2014 luta contra outros monstros marinhos conhecidos como "MUTOs" em uma tentativa de restaurar o equilíbrio da natureza.

No filme Vingadores: Guerra Infinita de 2018, o vilão Thanos busca restaurar o equilíbrio da natureza eliminando metade dos seres do universo.